# John MacLeod, 1. Baronet
Sir John MacLeod, 1. Baronet JP DL (* 5. Mai 1857; † 6. März 1934) war ein schottischer Politiker.

## Leben
MacLeod wurde im Jahre 1857 als Sohn des bekannten Geistlichen Norman MacLeod und dessen Frau Catherine Ann Mackintosh geboren. Am 4. Januar 1888 ehelichte er Edith Fielden, mit der er drei Kinder zeugte, Ellen, John Macintosh Norman (1891–1939) und George (1895–1991). MacLeod war Teilhaber der Wirtschaftsprüfungsgesellschaft Kerr, MacLeod and Macfarlan. Außerdem war er Direktor der Clydesdale Bank sowie der Scottish Union of National Insurance. MacLeod war als Deputy Lieutenant und Justice of the Peace für Glasgow eingesetzt. Er gehörte der Royal Company of Archers an und war Mitglied des General Assembly of the Church of Scotland. Am 3. März 1924 wurde MacLeod zum Baronet, of Fuinary, Morven, in the County of Argyll, erhoben. Er verstarb im Jahre 1934. Sein ältester Sohn John erbte den Titel des Baronets.

## Politischer Werdegang
Seit 1909 hielt der Unionist Charles Dickson, Lord Dickson das Unterhausmandat des Wahlkreises Glasgow Central. Als dieser 1915 zum Lord Justice Clerk ernannt wurde, gab er sein Unterhausmandat zurück, wodurch in dem Wahlkreis Nachwahlen erforderlich wurden. Zu diesen trat der Unionist MacLeod gegen seinen Parteikollegen Gavin William Ralston an. Mit einem Stimmenanteil von 95,3 % entschied er die Wahl deutlich für sich und zog erstmals in das britische Unterhaus ein. Bei den folgenden Unterhauswahlen 1918 bewarb sich MacLeod um keine weitere Amtszeit für Glasgow Central. Stattdessen kandidierte er im neugeschaffenen Nachbarwahlkreis Glasgow Kelvingrove. Gegen den Unabhängigen W.C. Leachman sowie den Liberalen G. McPherson konnte er sich deutlich durchsetzen. Zu den folgenden Unterhauswahlen 1922 trat MacLeod nicht mehr an und er schied aus dem Unterhaus aus.